# Карпо (ім'я)
Карпо́ (від грец. Καρπος «плід») — українське ім'я грецького походження.
Іменини за православним календарем: 17 січня, 8 червня, 26 жовтня. 

## Відомі носії
святий апостол Карпо — один із сімдесяти апостолів Ісуса Христа.
мученик Карп — мученик; постраждав з Папілом та Агафонікою за правління Марка Аврелія (чи Деція): був обезголовлений після страшних катувань (III ст.). Пам'ять — 26 жовтня. 
Карпо Павлович Скидан (*? — †1638) — полковник запорізьких нереєстрових козаків, під час селянського повстання 1637 р. сподвижник Павлюка. 
Карпо Трохимович Соленик (*1811 —†1851) —  український актор, один з засновників реалістичного театру.